# اسکناس‌های فرانک سوئیس

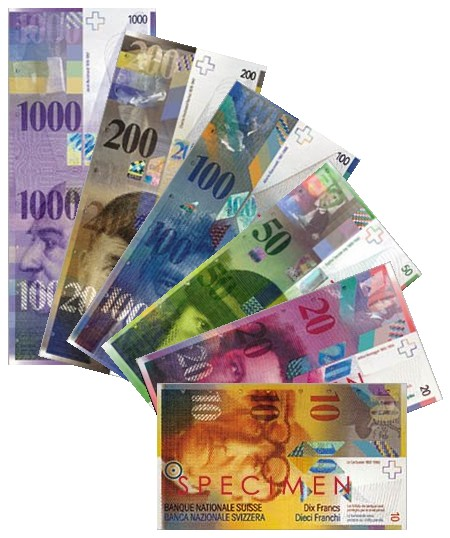
اسکناس‌های سری هشتم فرانک سوئیس

اسکناس‌های فرانک سوئیس توسط بانک مرکزی این کشور و با ارزش اسمی ۱۰، ۲۰، ۵۰، ۱۰۰، ۲۰۰ و ۱۰۰۰ فرانک عرضه می‌شود. اولین اسکناس فرانک سوئیس در سال ۱۸۲۵ در شهر برن منتشر شد. 
سوئیس از جمله معدود کشورهای ثروتمند جهان است که در دوره‌های زمانی مختلف، سری اسکناس‌های قدیمی را منقضی کرده و یک سری جدید را جایگزین آنها می‌کند. بین سال‌های ۲۰۱۶ تا ۲۰۱۹، سری نهم اسکناس‌های فرانک سوئیس جایگزین سری هشتم آن شد.